# Maurizio Oioli
Maurizio Oioli (Domodossola, 9 juli 1981) is een Italiaans skeletonracer. Hij vertegenwoordigde zijn vaderland op twee verschillende Olympische Winterspelen maar behaalde hierbij geen medaille.

## Carrière
Oioli maakte zijn wereldbekerdebuut in Lillehammer in januari 2004. Hij won nog geen wereldbekerwedstrijd.
In zijn carrière nam Oioli driemaal deel aan de wereldkampioenschappen skeleton. Op het WK van 2012 werd hij negentiende.
Oioli kwalificeerde zich tweemaal voor de Olympische Winterspelen. Zijn beste resultaat liet hij optekenen op de OS van Turijn 2006, waar hij twaalfde eindigde. In 2014 eindigde hij op de achttiende plaats.

## Resultaten
| Jaar | Plaats | Resultaat |
| ---- | ------ | --------- |
| 2006 | Turijn | 12e       |
| 2014 | Sotsji | 18e       |

| Jaar | Plaats      | Resultaat |
| ---- | ----------- | --------- |
| 2005 | Calgary     | 26e       |
| 2011 | Königssee   | 24e       |
| 2012 | Lake Placid | 19e       |

### Wereldbeker

#### Eindklasseringen
| Seizoen   | Rang |
| --------- | ---- |
| 2006/2007 | 36e  |
| 2007/2008 | 36e  |
| 2008/2009 | 33e  |
| 2009/2010 | 29e  |
| 2010/2011 | 32e  |
| 2011/2012 | 19e  |
| 2012/2013 | 19e  |
| 2013/2014 | 29e  |